# 1212
1212 (MCCXII) fue un año bisiesto comenzado en domingo del calendario juliano.

## Acontecimientos
- 1 o 2 de mayo: a 75 km al norte de Eilat (Israel), a las 5:00 (hora local), se produce un terremoto con una intensidad entre 8 y 9 grados de la escala de Richter, que deja registros en Al-Karak (Jordania, 140 km al nornoreste), Jerusalén (Israel, 180 km al nornoroeste) y El Cairo (Egipto, 380 km al oeste) y un saldo de «muchos» muertos.
- 16 de julio: en Navas de Tolosa, las tropas cristianas de Alfonso VIII de Castilla, Pedro II de Aragón y Sancho VII de Navarra vencen a los almohades en la batalla de Las Navas de Tolosa. Esta derrota provocará la decadencia de los almohades, que serán conquistados progresivamente. Así, al-Ándalus quedó reducido al reino nazarí de Granada.
- Cruzada de los Niños.
- En Madrid se nombra, por petición popular, a San Isidro patrón de la ciudad, tras hallarse su cuerpo incorrupto y en reconocimiento de los milagros realizados durante toda su vida.
- En la ciudad castellana de Palencia se funda la primera universidad de España por orden del rey Alfonso VIII de Castilla, la Universidad de Palencia (histórica).
- En España, la condesa Aurembiaix de Urgel (hija del conde Ermengol VIII de Urgel) se casa con Álvaro Pérez de Castro "el Castellano" (señor de la Casa de Castro e hijo de Pedro Fernández de Castro "el Castellano").
- En los Países Bajos sucede una inundación provocada por una marejada ciclónica. En Holanda Septentrional mueren unas 60 000 personas.

## Nacimientos
- 22 de marzo: Emperador Go-Horikawa de Japón (f. 1234).

## Fallecimientos
- 20 de noviembre: En Cerfroid, Francia, San Félix de Valois, religioso francés y cofundador de la Orden de la Santísima Trinidad